# Ventilazione controllata

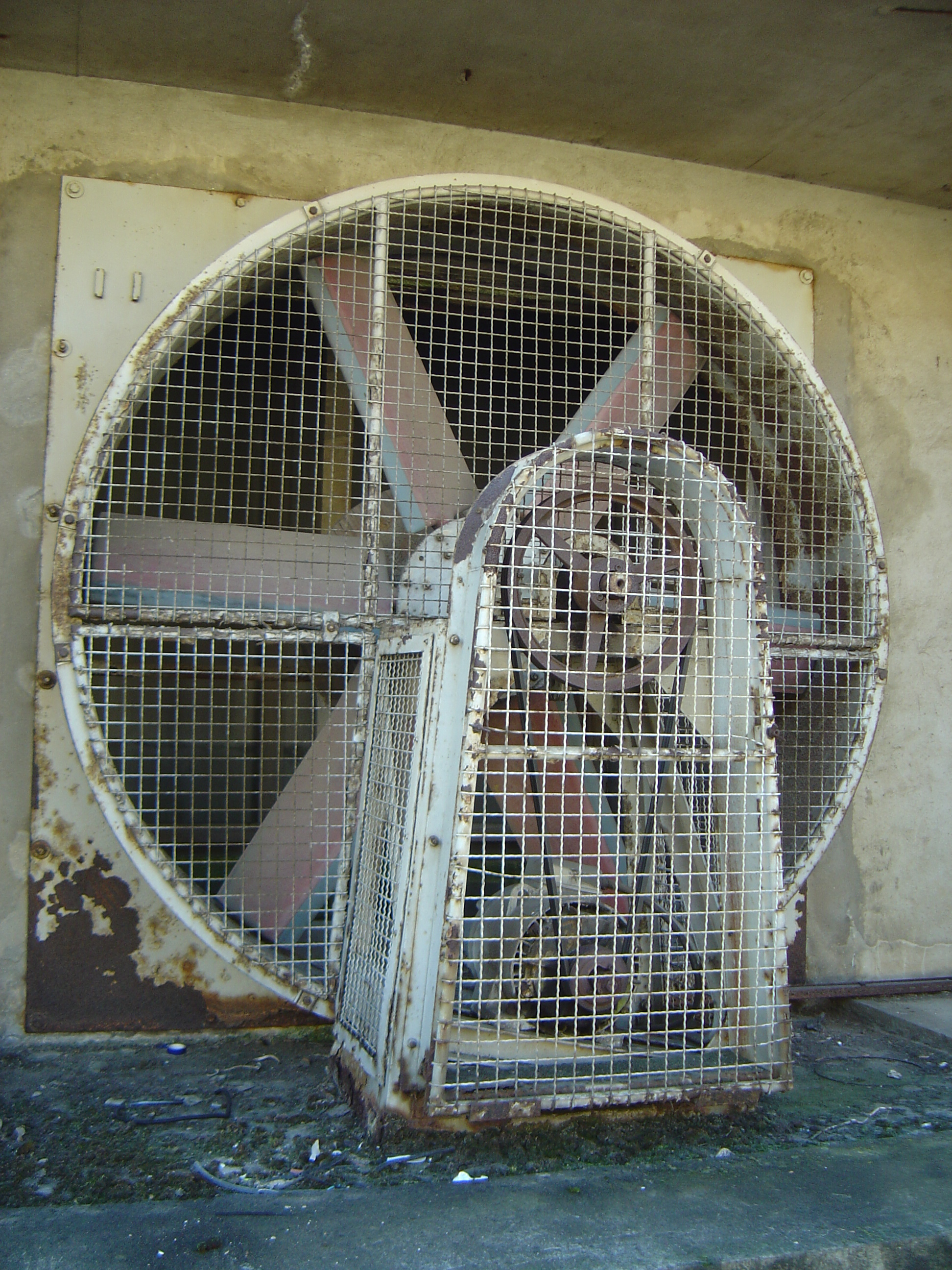
Ventilatore all'esterno
di un edificio

I sistemi di ventilazione controllata o ventilazione meccanica controllata (VMC) sono impianti che consentono di gestire il ricambio dell'aria di un ambiente con l'esterno. Questo avviene senza l'apertura di finestre o porte, tramite condotte di ventilazione forzata, collegate, negli ambienti interni, ad aspiratori (per la rimozione dell'aria viziata o inquinata) ed a diffusori (per l'immissione di aria nuova).
Sono molto diffusi nei locali pubblici - soprattutto, ma non solo - nel caso di zone adibite ai fumatori. Normalmente sono integrati con gli impianti di riscaldamento e condizionamento (HVAC).
Sono indispensabili nel caso di miniere o tunnel.

## Sistemi a recupero energetico
I sistemi di ventilazione controllata a recupero energetico o EVR (Energy recovery ventilation) consentono in più di recuperare parzialmente l'energia di raffreddamento o riscaldamento che verrebbe persa con un ricambio d'aria semplice (ad esempio aprendo le finestre).
A dicembre 2013 il modello più performante in commercio riesce a raggiungere un'efficienza del 95%.
Questo avviene grazie all'impiego di scambiatori di calore (spesso del tipo "a controcorrente").
In questi scambiatori i flussi d'aria in uscita ed entrata vengono incrociati (senza mescolanza), in modo che un flusso riscaldi l'altro mentre si raffredda.
In questo modo, d'inverno l'aria che esce riscalda quella che entra, mentre d'estate avviene l'inverso.
Un sistema a ventilazione controllata di questo tipo è indispensabile negli edifici ad alto isolamento termico, quali le case passive.